# Roccalumera
Roccalumera is een gemeente in de Italiaanse provincie Messina (regio Sicilië) en telt 4145 inwoners (31-12-2004). De oppervlakte bedraagt 8,8 km², de bevolkingsdichtheid is 471 inwoners per km².
De volgende frazioni maken deel uit van de gemeente: Allume, Sciglio.

## Demografie
Roccalumera telt ongeveer 1767 huishoudens. Het aantal inwoners daalde in de periode 1991-2001 met 0,5% volgens cijfers uit de tienjaarlijkse volkstellingen van ISTAT.
| Jaar | Inwoneraantal |
| ---- | ------------- |
| 1991 | 4050          |
| 2001 | 4029          |

## Geografie
De gemeente ligt op ongeveer 7 m boven zeeniveau.
Roccalumera grenst aan de volgende gemeenten: Fiumedinisi, Furci Siculo, Mandanici, Nizza di Sicilia, Pagliara.